# 博图波朗
博图波朗（葡萄牙語：Botuporã）是巴西巴伊亚州的一个市镇。总面积552.57平方公里，总人口11016人，人口密度19.9人/平方公里。